# やまいち旅館
やまいち旅館とは、神奈川県平塚市夕陽ケ丘にある旅館である。通称はやまいち。

## 概要
1969年（昭和44年）に開業。平塚駅南口に位置し、平日はビジネス客、土曜や日曜はスポーツの遠征を目的とした宿泊客が多い。
青山学院大学・明治大学・日本体育大学などが遠征時に定宿しているが、宿として利用され始めた当初は緊張感が漂い、極力大学間で接触しないようにフロアや建物を分けるなど気を使ってきた。しかし近年では大学が違っても一緒に雑談するなど和やかな雰囲気になってきた。